# Amegilla albigena
Amegilla albigena (Lepeletier, 1841) è un imenottero apoideo della famiglia Apidae (sottofamiglia Apinae, tribù Anthophorini).

## Distribuzione
Ha un areale mediterraneo e centro-asiatico.

In Italia è presente in tutta la penisola e nelle isole maggiori.

## Biologia
È un'ape solitaria che nidifica prevalentemente in cavità scavate nel suolo: ciascuna femmina, dopo la fecondazione, costruisce un nido formato da una serie di cellette, poi le riempie di nettare e di polline impastati, ed in ultimo depone un uovo in ciascuna celletta. Le larve si sviluppano esclusivamente grazie a queste provviste, senza ricevere ulteriore cura dalla madre.
È una specie polilettica che si nutre a spese di piante delle famiglie Boraginaceae, Fabaceae e Lamiaceae.
Una singolare abitudine dei maschi di questa specie, comune a molti Anthophorini, è quella di dormire aggrappati per le mandibole ai fusti o alle foglie delle piante.